# Distretto di Khuram Wa Sarbagh
Il distretto di Khuram Wa Sarbagh è un distretto dell'Afghanistan appartenente alla provincia del Samangan.